# Amboli, Khanapur
Amboli là một làng thuộc tehsil Khanapur, huyện Belgaum, bang Karnataka, Ấn Độ.